# 上興部站

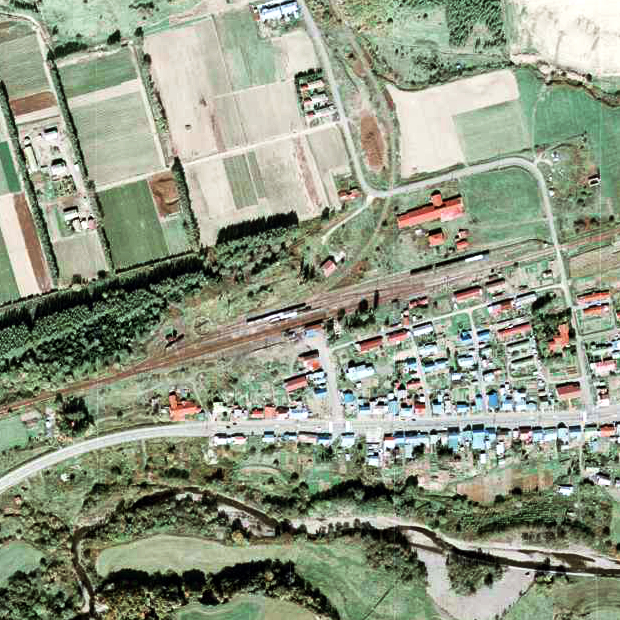
1978年的上興部站與方圓約500米範圍。右邊是紋別方向。當時站內設有國鐵型配線（2面3線月台，車站旁邊設有貨物起卸場和引込線。車站後方設有2條副本線，在紋別一方設有2條貨物留置線。在副本線處設有分支連接上興部石灰礦業所專用線。在車站後方靠近名寄一方由於路線會穿過天北峠，因此站內設有輔助機車的待機線，也設有供水塔和轉車盤等蒸氣機車設備。

上興部站（日语：／ Kami-Okoppe eki */?）是位於北海道紋別郡西興部村字上興部，北海道旅客鐵道（JR北海道）的名寄本線車站（廢站）。隨著名寄本線廢線，車站在1989年（平成元年）5月1日廢除。

## 歷史
- 1920年（大正9年）10月25日 - 鐵道省名寄線下川站至此站之間開通，此站啟用。當時為一般車站。
- 1921年（大正10年）10月5日 - 此站至興部之間開通，成為中途站。設置名寄機關庫上興部分庫。
- 1923年（大正12年）11月5日 - 路線名稱改為名寄本線。
- 1929年（昭和4年）11月14日 - 名寄機關庫上興部分庫廢除。
- 1935年（昭和10年）4月 - 北海道廳直營的上興部石灰礦業所開始作業，專用線開始使用[1]。
- 1949年（昭和24年）6月1日 - 日本國有鐵道成立，成為日本國有鐵道車站。
- 1978年（昭和53年）12月1日 - 站內處理貨物只限專用線到發的車載貨物。
- 1982年（昭和57年）11月15日 - 結束處理貨物。
- 1984年（昭和59年）2月1日 - 結束處理行李。
- 1987年（昭和62年）4月1日 - 伴隨國鐵分割民營化，車站由北海道旅客鐵道（JR北海道）營運。
- 1989年（平成元年）5月1日 - 名寄本線全線廢除，此站也廢除。

## 車站構造

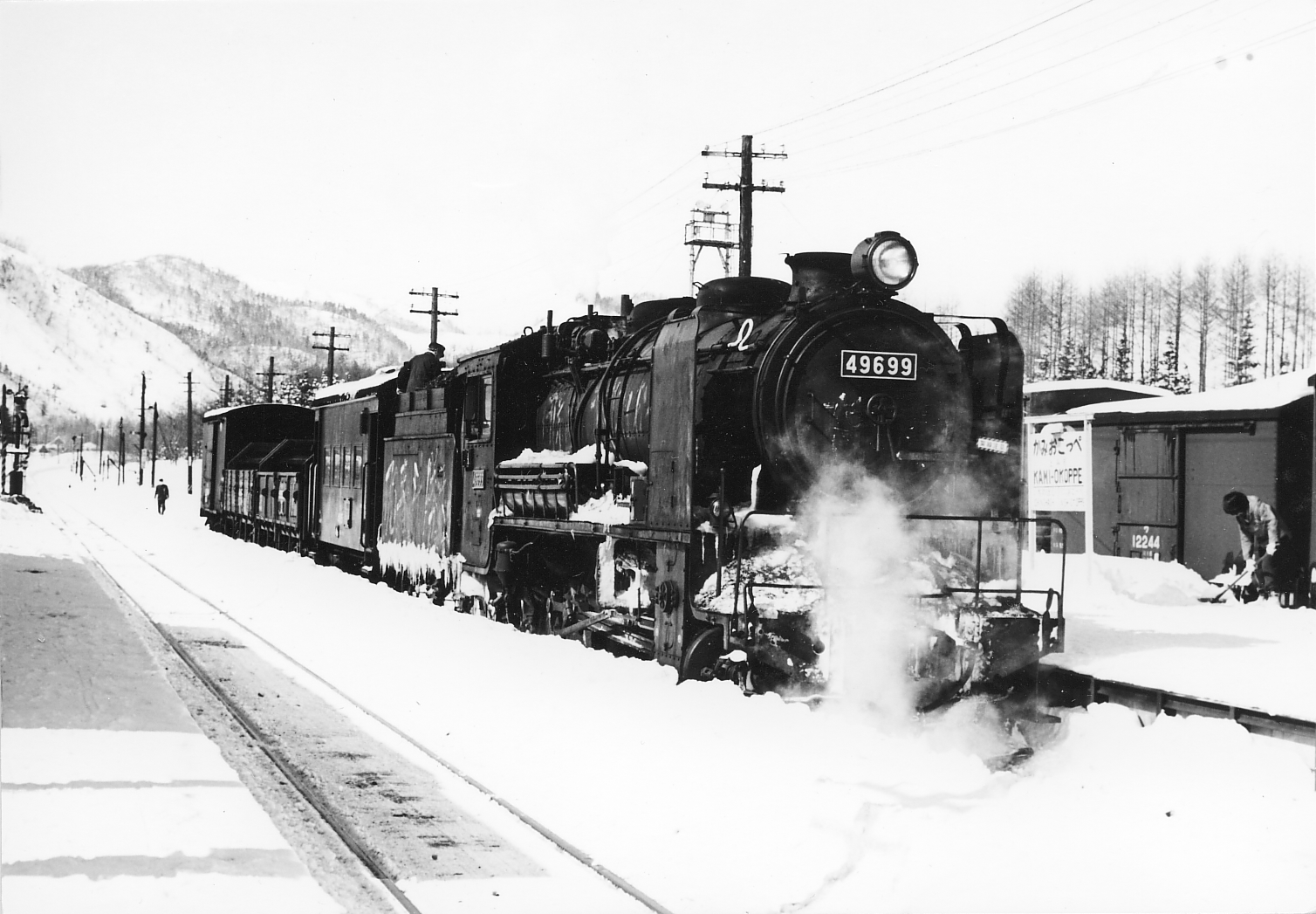
上興部站停車中的列車（1973年）

截至車站廢除前，車站是一座地面車站，設有2面3線的混合式月台（單式月台、島式月台）。當時可進行列車交會。車站大樓中央部分與島式月台東邊之間設有站內平交道連接。車站大樓一方的單式月台（南邊）是上行1號月台，該月台設有候車室島式月台靠近車站大樓的路軌是下行2號月台，該月台可用作折返之用。在島式月台外側的是下行貨物列車專用的副本線（3號月台）。截至1983年（昭和58年），1號月台靠近名寄一方設有路軌分支，連接車站大樓西邊的貨物月台（缺角式月台）和1條貨物側線。在3號月台外側設有貨物專用的2條側線，該處也有許多短側線。
此站是職員配置站。車站大樓位於站內南邊，鄰接上行線月台中央。
站內設有「我的旅程印章」。

## 站名的由來
站名取自所在地名。地名源自興部川的上流。

## 使用狀況
- 在1981年度（昭和56年度），1日上下車人次為87人[2]。

## 車站周邊
- 國道239號（日语：国道239号）（天北國道）[5]
- 上興部警官駐在所
- 北海道農材工業株式會社上興部石灰礦業所
- 道之驛西興部花夢（日语：道の駅にしおこっぺ花夢）（車站廢除後建設）
- 智障人士更生設施 清流之里（車站廢除後建設）
- 興部川[5]
- 札骨川[5]
- 名士巴士（日语：名士バス）「上興部」巴士站

## 現況

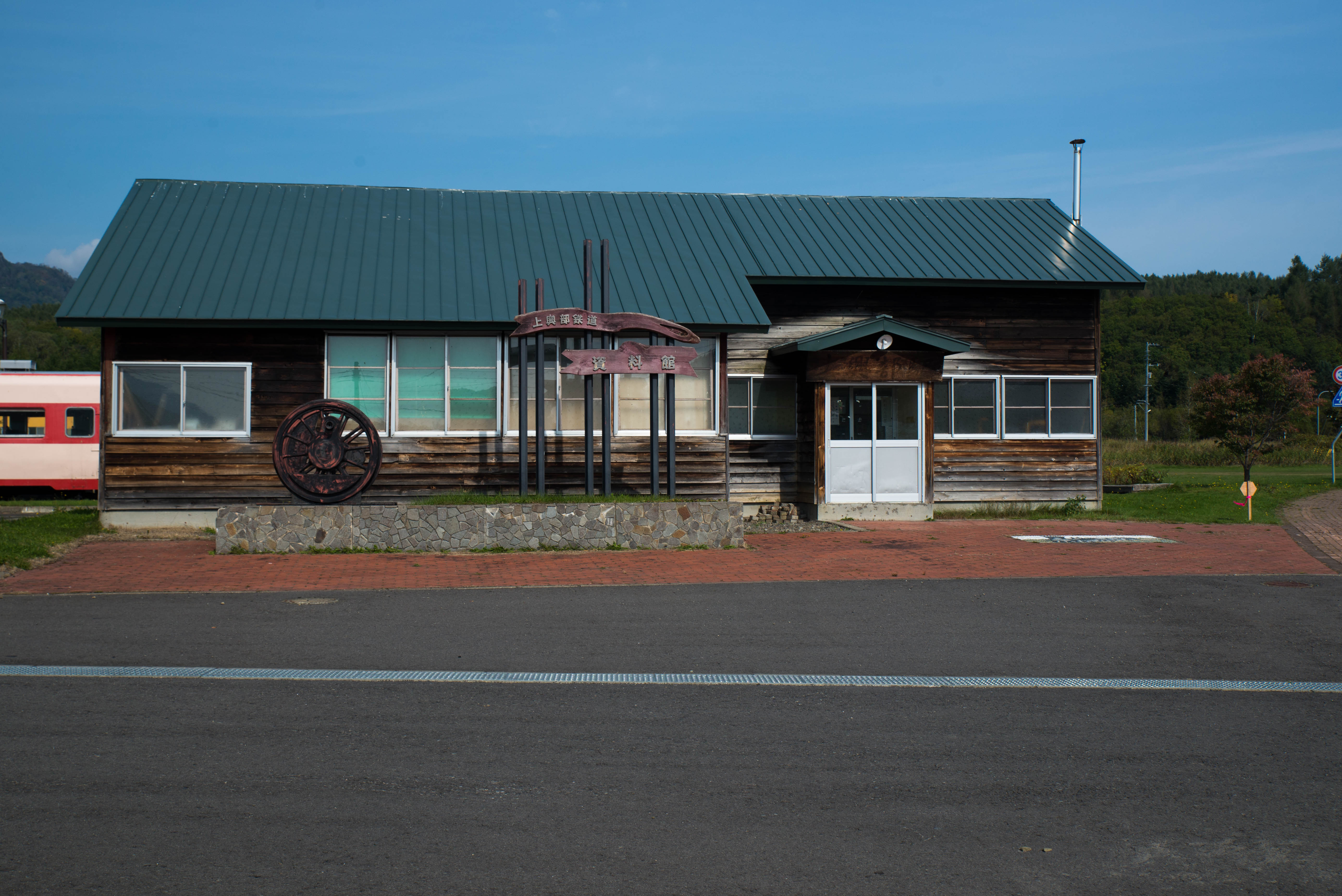
上興部鐵道資料館（2014年9月）

舊站內於1994年（平成6年）5月1日由西興部村建設「上興部鐵道紀念館」。在車站啟用時已經存在的木製車站大樓保存了下來，變成了鐵路資料館，可讓遊人自由參觀。資料館內展出了鐵路用品、蒸氣機車車輪、路軌單車、站銘板和制服等展品，也有專用鐵道的歷史展板。路軌和月台保存了下來（但是不是2面3線，而是2面2線）。在舊2號月台上擺放了KiHa27形柴油列車KiHa27 109和DD14形除雪車DD14 302號機的旋轉部分。此外，臂木式號誌機、平交道警報機也設置於站內。截至2010年（平成22年），2011年（平成23年）也是同樣。月台上保留了站名牌實物。

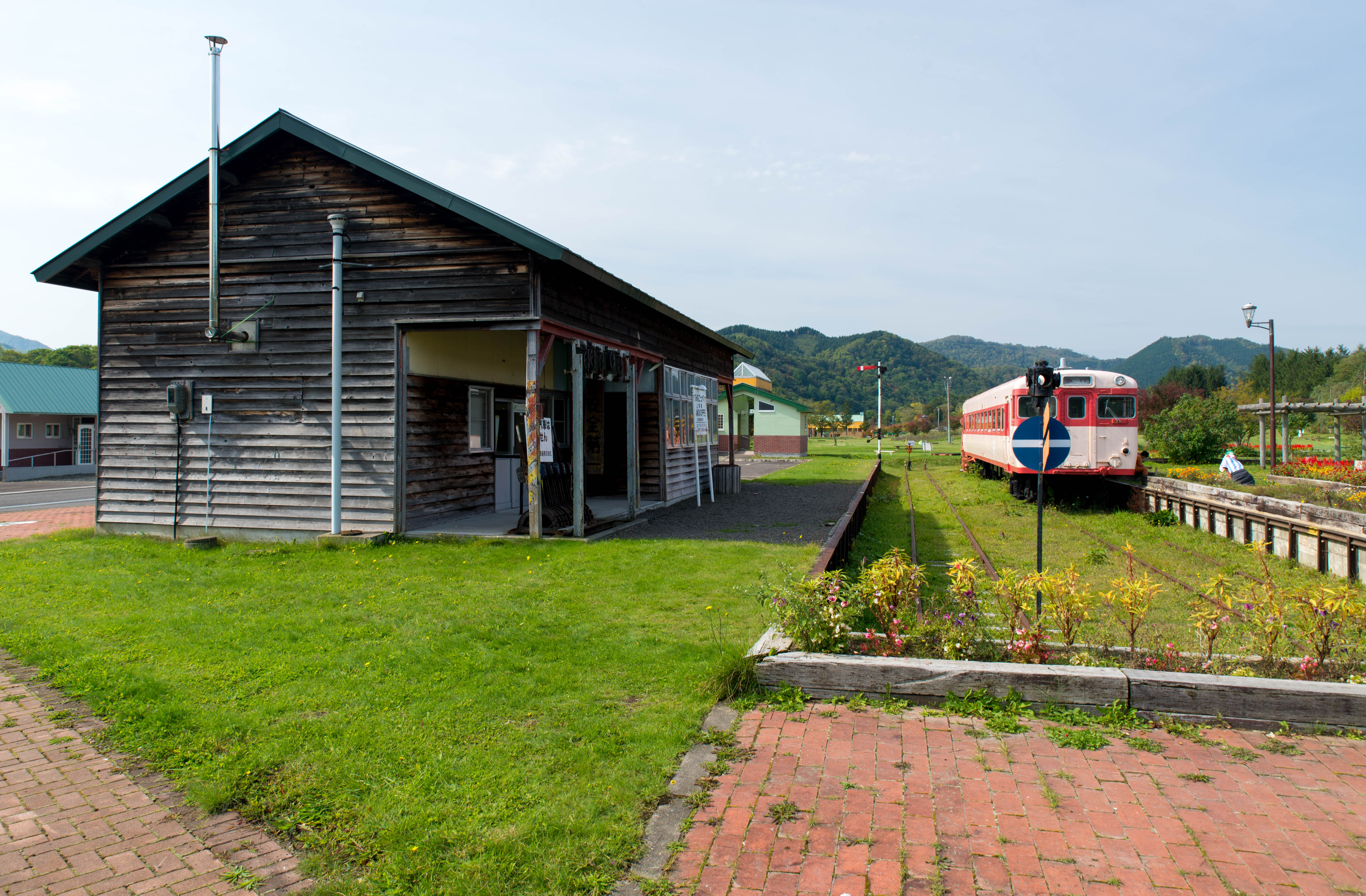
車站大樓與月台遺蹟
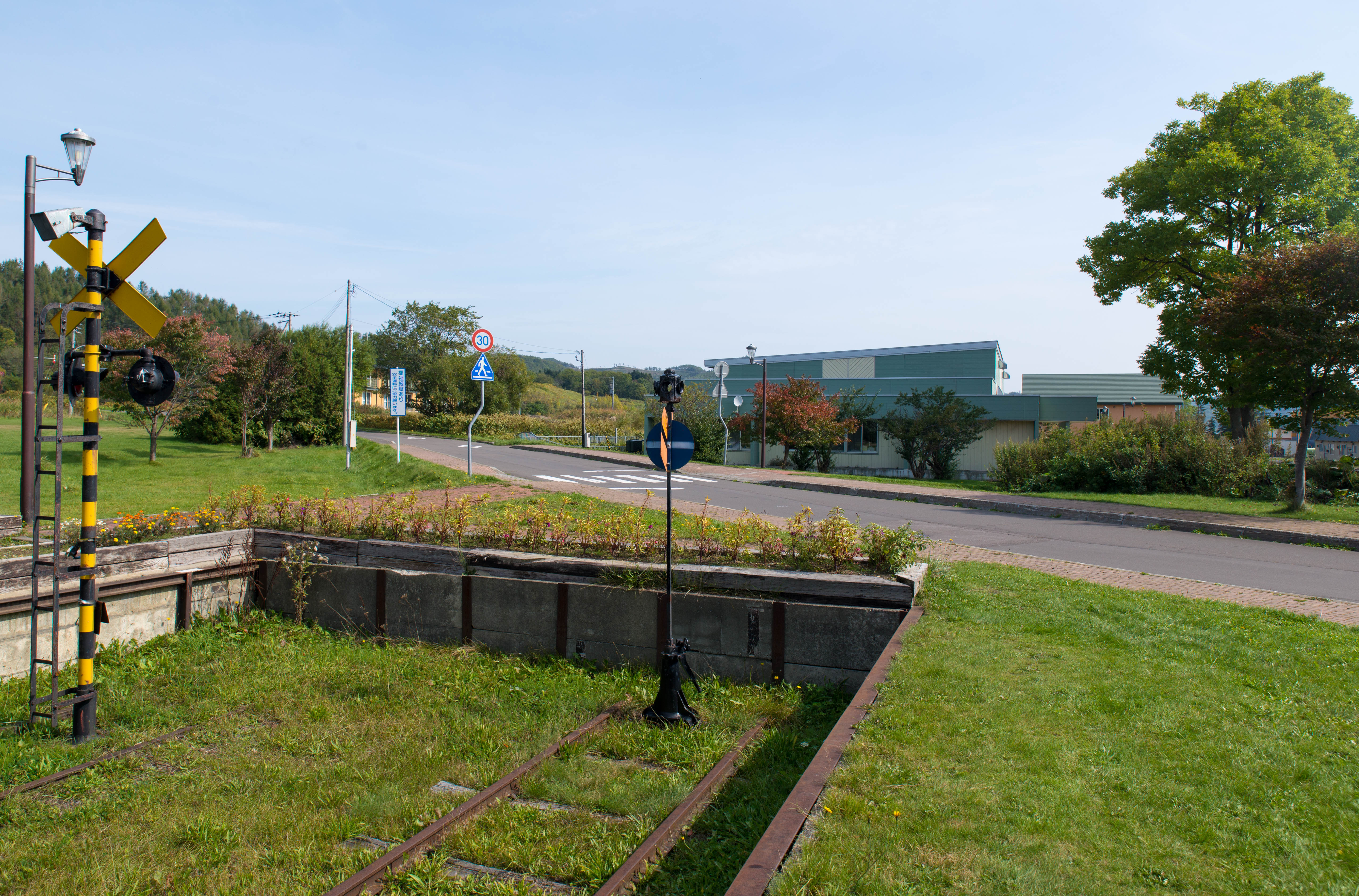
車站遺址望向外邊

## 相鄰車站
北海道旅客鐵道（JR北海道）
名寄本線
一之橋－上興部－西興部

## 注腳
1. ↑  北海道農材工業社史「北海道の土地改良と農材十五年の歩み」昭和41年6月發行。道廳在昭和16年把業務委托北海道農材工業的前身北海道興農公社。在昭和26年版-45年版全國專用線一覧中，專用線全長1.3～1.5公里。
2. 1 2 3 4 5 6  書籍《国鉄全線各駅停車1 北海道690駅》（小學館，1983年7月發行）208頁。
3. ↑  書籍《追憶の鉄路 北海道廃止ローカル線写真集》（著：工藤裕之，北海道新聞社，2011年12月發行）72頁。
4. ↑  書籍《北海道の駅878ものがたり 駅名のルーツ探究》（監修：太田幸夫，富士Comtem，2004年2月發行）185-186頁。
5. 1 2 3  書籍《北海道道路地図 改訂版》（地勢堂，1980年3月發行）18頁。
6. 1 2 3 4  書籍《全国保存鉄道III 東日本編》（監修：白川淳，JTB出版，1998年11月發行）50頁。
7. 1 2 3  書籍《鉄道廃線跡を歩くVII》（JTB出版，2000年1月發行）39-40頁。
8. ↑  書籍《新 鉄道廃線跡を歩く1 北海道・北東北編》（JTB出版，2010年4月發行）34頁。
9. ↑  書籍『北海道の鉄道廃線跡』（著：本久公洋、北海道新聞社、2011年9月発行）116ページより。